# Reino Unido en los Juegos Europeos de Minsk 2019
El Reino Unido participó en los Juegos Europeos de Minsk 2019. Responsable del equipo nacional fue la Asociación Olímpica Británica.
La portadora de la bandera en la ceremonia de apertura fue la judoka Sally Conway.

## Medallistas
El equipo de Reino Unido obtuvo las siguientes medallas:
| Nombre                                                  | Deporte            | Competición               |
| ------------------------------------------------------- | ------------------ | ------------------------- |
| Oro                                                     |                    |                           |
| Marcus Ellis Christopher Langridge                      | Bádminton          | Doble M                   |
| Marcus Ellis Lauren Smith                               | Bádminton          | Doble mixto               |
| Pat McCormack                                           | Boxeo              | Wélter (–69 kg) M         |
| Lauren Price                                            | Boxeo              | Medio (–75 kg) F          |
| Jessica Roberts Megan Barker                            | Ciclismo en pista  | Madison F                 |
| Sarah Bettles Naomi Folkard Bryony Pitman               | Tiro con arco      | Recurvo por equipos F     |
| Plata                                                   |                    |                           |
| Kirsty Gilmour                                          | Bádminton          | Individual F              |
| Chloe Birch Lauren Smith                                | Bádminton          | Doble F                   |
| Chris Adcock Gabrielle Adcock                           | Bádminton          | Doble mixto               |
| Benjamin Whittaker                                      | Boxeo              | Semipesado (–81 kg) M     |
| Jessica Roberts Megan Barker Jennifer Holl Josie Knight | Ciclismo en pista  | Persecución por equipos F |
| Giarnni Regini-Moran                                    | Gimnasia artística | Suelo M                   |
| Rebecca Downie                                          | Gimnasia artística | Barras asimétricas F      |
| Alice Schlesinger                                       | Judo               | –63 kg F                  |
| Naomi Folkard Patrick Huston                            | Tiro con arco      | Recurvo equipo mixto      |
| Bronce                                                  |                    |                           |
| Galal Yafai                                             | Boxeo              | Mosca (–52 kg) M          |
| Peter McGrail                                           | Boxeo              | Gallo (–56 kg) M          |
| Luke McCormack                                          | Boxeo              | Superligero (–64 kg) M    |
| Cheavon Clarke                                          | Boxeo              | Pesado (–91 kg) M         |
| Jack Carlin Jason Kenny Ryan Owens Joseph Truman        | Ciclismo en pista  | Velocidad por equipos M   |
| Hayley Simmonds                                         | Ciclismo en ruta   | Contrarreloj F            |
| Chelsie Giles                                           | Judo               | –52 kg F                  |
| Aaron Heading                                           | Tiro               | Foso M                    |